# Teleghma
Teleghma là một đô thị thuộc tỉnh Mila, Algérie. Dân số thời điểm năm 2002 là 40.846 người.